# Vanessa Angel
Vanessa Madeline Angel (Londra, 10 novembre 1966) è un'attrice e modella britannica, nota per il suo ruolo da protagonista nella serie televisiva Weird Science e per la sua interpretazione nel film Kingpin.

## Primi Anni di Vita
Angel ha dichiarato che questo è il suo nome di nascita e non uno pseudonimo, è nata il 10 novembre 1966 a Londra, figlia di Elizabeth e Peter Angel, un agente di cambio. È stata scoperta da un agente di modelle in un bar di Londra quando era adolescente. A 16 anni, è stata scritturata dalla Ford Models e si è trasferita a New York City. Durante il suo periodo da modella, Angel è apparsa sulle copertine di Vogue e Cosmopolitan. È stata anche messa sotto contratto come Diet Pepsi Girl.

## Carriera
Il primo ruolo cinematografico di Angel fu nella commedia americana del 1985 Spie come noi, in cui interpretava un soldato delle forze missilistiche strategiche sovietiche che va a letto con il personaggio di Dan Aykroyd; appare anche nel video di accompagnamento di Paul McCartney. Nel 1990, apparve in un piccolo ruolo nel film King of New York. Angel continuò ad apparire in film per tutti i primi anni '90. Dopo un'importante guest-spot nella serie televisiva The Equalizer, interpretò i ruoli ricorrenti di Megan in Baywatch e della detective Peggy Elliott in Reasonable Doubts.[2] Fu guest-star in due episodi di Melrose Place, interpretando quella che descrisse come "questa pazza, drogata e supermodella bisessuale che baciò [il personaggio interpretato da] Daphne Zuniga!"
Dal 1994 al 1998, ha recitato nella serie televisiva Weird Science nel ruolo di Lisa, il genio generato al computer creato da Kelly LeBrock nel film del 1985 su cui si basa la serie. Nel 1995, Angel è stata scelta per il ruolo di Xena, un'apparizione come guest star in Hercules: The Legendary Journeys, ma a causa di una malattia non è stata in grado di accettare il ruolo, che alla fine è andato a Lucy Lawless.[7]
Durante la serie di Weird Science, Angel ha ottenuto la protagonista femminile nel film dei fratelli Farrelly, Kingpin.[8] Ha interpretato ruoli in Kissing a Fool con David Schwimmer, seguito da un ruolo nel film del 1999 Made Men. Nel 2004, è apparsa in SuperBabies: Baby Geniuses 2, come la moglie di Scott Baio.[9] Angel ha anche avuto ruoli nel telefilm Sci-Fi Pictures Original Sabretooth (2002) e The Perfect Score (2004).
Nel 2000, è stata guest star in tre episodi di Stargate SG-1 di Sci-Fi Channel, interpretando Anise, un'archeologa/scienziata Tok'ra la cui conduttrice si chiama Freya. La sua prima apparizione è nell'episodio della quarta stagione "Upgrades", ed è apparsa nei due episodi successivi, "Crossroads" e "Divide and Conquer". Nel 2005, Angel ha interpretato se stessa nell'episodio della seconda stagione di Entourage intitolato "I Love You Too". Nel 2007, ha completato il film indipendente Blind Ambition, e in seguito è apparsa in Farrellys' Hall Pass. Ha interpretato un ruolo da guest star come Alison nella quinta stagione di Californication.
Angel ha avviato una linea di abbigliamento nel 2009, VANE LA.[citazione necessaria]
Il 15 ottobre 2014, Angel è apparsa nel podcast TV Guidance Counselro di Ken Reid

## Filmografia

### Film
| Year | Title                                   | Role                                      | Notes |
| ---- | --------------------------------------- | ----------------------------------------- | ----- |
| 1985 | Spies Like Us                           | Soviet Rocket Crewperson                  |       |
| 1989 | Another Chance                          | Jackie Johanson                           |       |
| 1990 | King of New York                        | 'British Female' bodyguard of Frank White |       |
| 1991 | Killer Instinct                         | Deborah Walker                            |       |
| 1993 | The Cover Girl Murders                  | Rachel                                    |       |
| 1994 | Sleep with Me                           | Marianne                                  |       |
| 1994 | Cityscrapes: Los Angeles                | Trouble                                   |       |
| 1996 | Kingpin                                 | Claudia                                   |       |
| 1998 | Kissing a Fool                          | Natasha                                   |       |
| 1999 | Made Men                                | Debra                                     |       |
| 2000 | Enemies of Laughter                     | Jennifer                                  |       |
| 2000 | G-Men from Hell                         | Gloria Lake                               |       |
| 2001 | Camouflage                              | Cindy Davies                              |       |
| 2001 | Firetrap                                | Beth Hooper                               |       |
| 2004 | The Perfect Score                       | Anita Donlee                              |       |
| 2004 | Out for Blood                           | Susan Hastings                            | Video |
| 2004 | Superbabies: Baby Geniuses 2            | Jean Bobbins                              |       |
| 2005 | Raging Sharks                           | Linda Olsen                               | Video |
| 2005 | The Good Humor Man                      | Ms. Barlass                               |       |
| 2005 | Popstar                                 | Diane                                     |       |
| 2006 | Monster Night                           | Claire Ackerman                           | Video |
| 2008 | Blind Ambition                          | Autumn milestone                          |       |
| 2009 | Endless Bummer                          | Brenda                                    |       |
| 2011 | Hall Pass                               | Missy Frankinopoulos                      |       |
| 2011 | Cougar Hunting                          | Ursula                                    |       |
| 2013 | Hansel & Gretel: Warriors of Witchcraft | Ms. Keegan                                |       |
| 2013 | National Lampoon Presents: Surf Party   | Brenda                                    |       |
| 2015 | Lockhart                                | Lilith                                    |       |
| 2015 | Lycan                                   | Prof. Anderson                            |       |
| 2015 | Trouble Sleeping                        | Vanessa                                   | video |
| 2018 | Behind the Walls                        | Kathy Harper                              |       |

### Televisione e web
| Year      | Title                         | Role               | Notes                                              |
| --------- | ----------------------------- | ------------------ | -------------------------------------------------- |
| 1988      | The Equalizer                 | Christine Hayes    | "Video Games"                                      |
| 1991      | Baywatch                      | Megan              | "The One That Got Away", "The Trophy: Parts 1 & 2" |
| 1992      | On the Air                    | Chorus Girl        | "The Lester Guy Show"                              |
| 1992      | Raven                         | Flight Attendant   | "The Unseen Enemy"                                 |
| 1992      | Lady Boss                     | Christie           | TV miniseries                                      |
| 1992–1993 | Reasonable Doubts             | Det. Peggy Elliott | Recurring role                                     |
| 1993      | Melrose Place                 | Karen              | "Carpe Diem", "State of Need"                      |
| 1993      | Murder, She Wrote             | Kathryn Scofield   | "The Phantom Killer"                               |
| 1993      | The Cover Girl Murders        | Rachel             | TV film                                            |
| 1994      | Time Trax                     | Jane Hawkins       | "The Gravity of It All"                            |
| 1994–1998 | Weird Science                 | Lisa               | Main role                                          |
| 1997      | Veronica's Closet             | Suzanne            | "Veronica's Best Buddy", "Veronica's a Doll"       |
| 2000      | Partners                      | Angel              | TV film                                            |
| 2000      | Stargate SG-1                 | Anise / Freya      | "Upgrades", "Crossroads", "Divide and Conquer"     |
| 2002      | Sabretooth                    | Catherine Viciy    | TV film                                            |
| 2003      | The Division                  | Mary Turner        | "Body Double"                                      |
| 2004      | Puppet Master vs Demonic Toys | Erica Sharpe       | TV film                                            |
| 2005      | Criminal Intent               | Susan Grace        | TV film                                            |
| 2005      | Entourage                     | Herself            | "I Love You Too"                                   |
| 2007      | Planet Raptor                 | Dr. Anna Rogers    | TV film                                            |
| 2009      | Saving Grace                  | Pauline Hoover     | "The Heart of a Cop"                               |
| 2011      | Christmas Spirit              | Hope               | TV film                                            |
| 2012      | Californication               | Alison             | "The Way of the Fist"                              |
| 2014      | Hello Ladies: The Movie       | McCadams           | TV film                                            |
| 2016      | My Summer Prince              | Queen Rosalind     | TV film                                            |
| 2019      | Crown Lake                    | Dr. Lewis          | Web series                                         |
| 2023      | Sins of the Preacher's Wife   | Marion             | TV film                                            |

## Doppiatrici italiane
Nelle versioni in italiano delle opere in cui ha recitato, Vanessa Angel è stata doppiata da:
- Chiara Colizzi ne La signora in giallo
- Cristiana Lionello ne La donna esplosiva
- Laura Latini in Amore tra le righe
- Mavi Felli in Kingpin
- Cristina Boraschi in Stargate SG-1
- Alessandra Korompay in Criminal Intent - Vite in gioco